# Helen Reef
Ne doit pas être confondu avec Helen's Reef (en) (récifs situés dans l'océan Atlantique nord au large de Rockall)

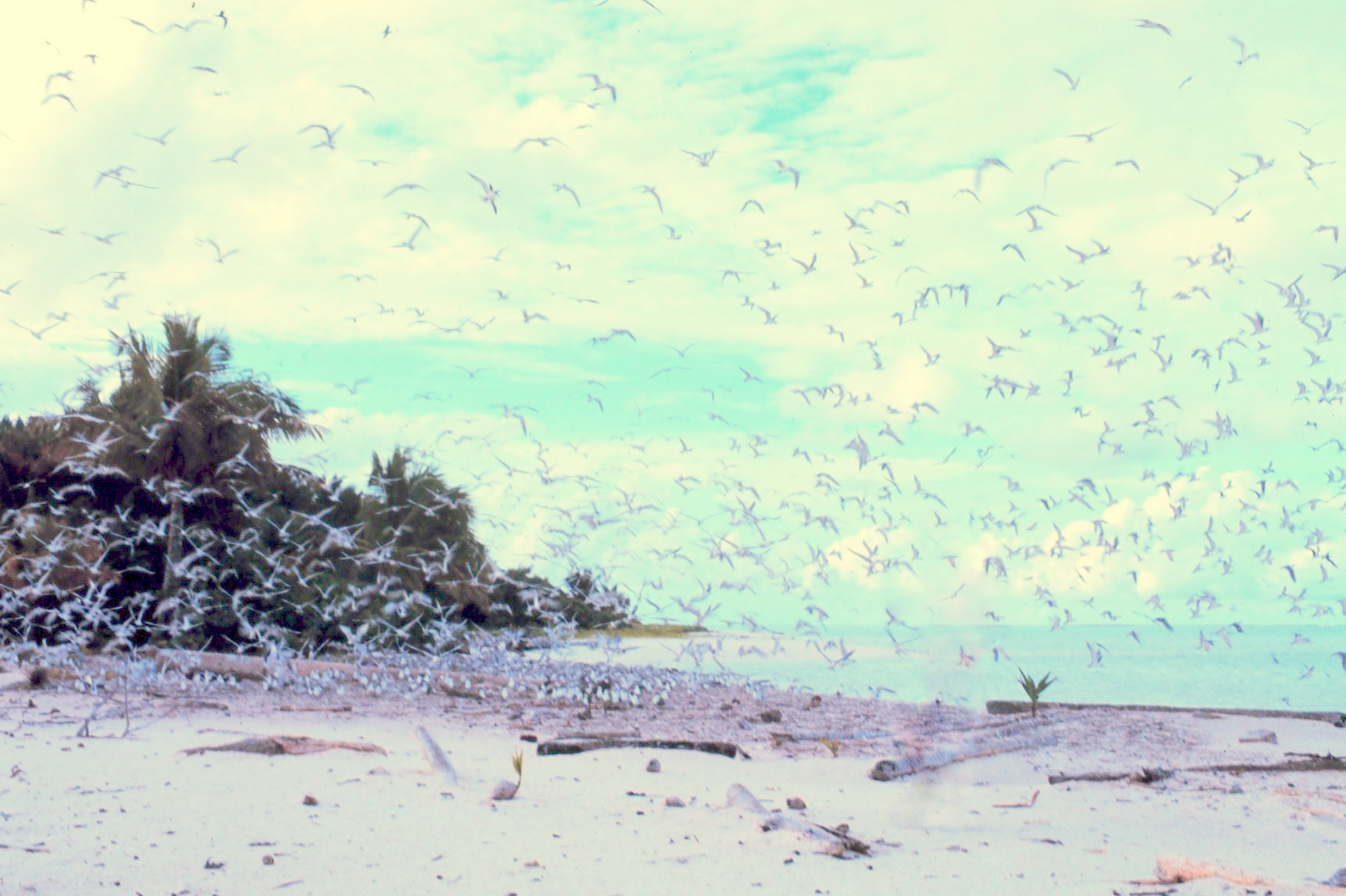
Groupe d'oiseaux sur l'île.

Helen Reef ou Hotsarihie, est un atoll situé 70 km à l'est de l'île de Hatohobei (dans l'État de Hatohobei), dépendant de la souveraineté des Palaos.

## Toponymie
Le nom traditionnel de l'atoll, en tobi, est Hotsarihie qui signifie « récif du bénitier géant ». Ce nom provient de la forte densité de bénitiers géants ou de Trochus.
Le nom anglais provient du navire britannique Helen qui, en avril 1794, aperçut aussi le récif qu'ils nommèrent en l’honneur du navire.

## Géographie
Situé dans l'océan Pacifique, l'atoll mesure 25 km de long et près de 10 km de large, avec un lagon de 103 km2 et une superficie totale de 163 km2.

### Topographie
L'atoll en grande partie submergé, composé d'un seul îlot baptisé Helen Island (sur lequel se trouve la Marine Ranger Station). Une nouvelle île, artificielle, est en projet. Elle inclurait notamment une piste d’atterrissage, un lieu d'accueil des touristes et un espace de nidification pour les tortues et les oiseaux.

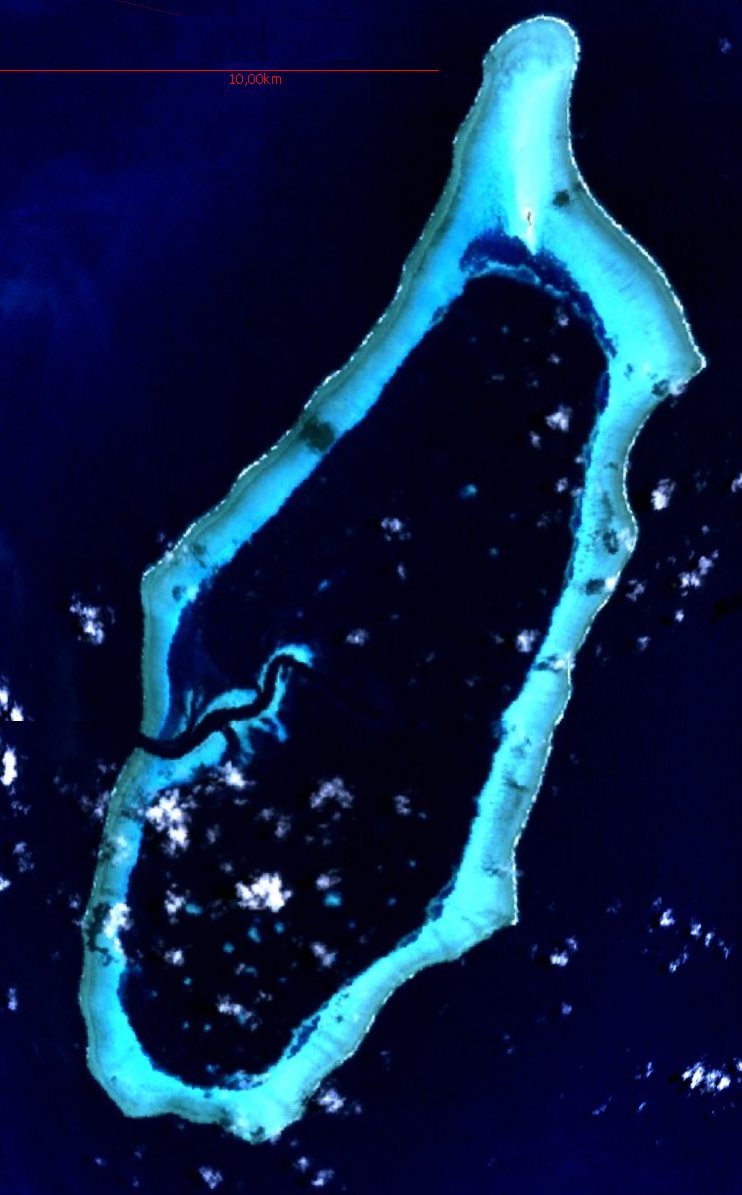
Vue satellite du récif.
Carte du récif.

### Hydrologie
Un canal mène au lagon près du milieu de la côte ouest de la barrière de corail. Lorsque la marée descend, l'eau s'écoule du lagon à travers le récif dans toutes les directions laissant ce dernier à découvert, puis  s'écoule à travers le canal sur le côté ouest. À la marée montante, l'effet s'inverse. Seules quelques parties du récif sèchent complètement.

## Environnement

### Espèces présentes
L'atoll accueille près de 350 espèces de poissons différentes, environ 43 espèces d'Alcyonacea, 282 espèces de Scleractinia. Des Epinephelinae et des Lutjanidae sont également présents.
L'atoll abrite également une population de bénitiers géants, auxquels elle doit son nom tobien.

### Protection
L'atoll fait partie d'un réseau de zones protégées enregistrées au ministère des ressources naturelles, de l'environnement et du tourisme. Il est géré depuis 2000 par le Helen Reef Resource Management Program qui emploie 8 rangers.
En mars 2013, Albert II, prince de Monaco, s'est rendu aux Palaos, notamment afin de soutenir la préservation du récif.